# Equol

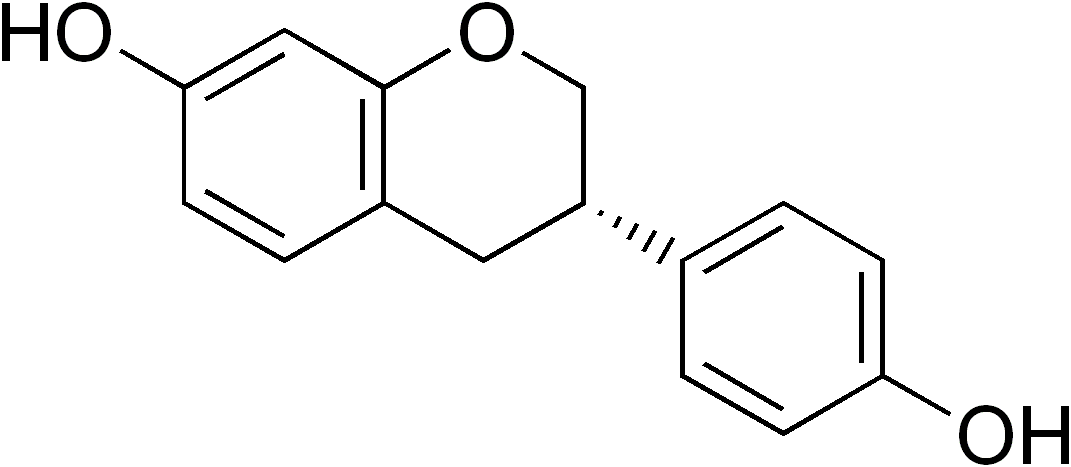
estrutura do equol

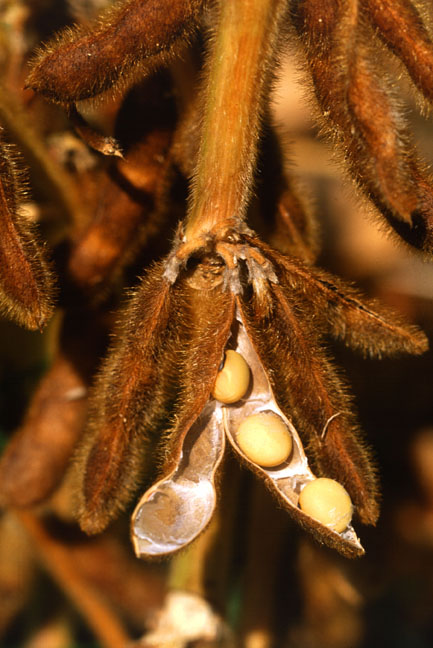
grão de soja

O equol (4', 7-isoflavandiol) é um estrogénio do tipo isoflavonoide, metabolizado a partir da daidzeína.
Embora alguns hormônios estrogênicos endógenos (como o estradiol) sejam esteroides, o Equol é um estrogênio não-esteroide. No entanto, apenas cerca de 30 a 50% das pessoas têm bactérias intestinais capazes de produzir o equol.

## Composição Química
O Equol contém um átomo de carbono na posição C3 que lhe confere a capacidade de formar duas formas enantioméricas: R- equol e S-equol.

### S-Equol
O S-equol é o diastereoisómero que tem propriedades estrogénicas, julgando-se também ser capaz de bloquear a Di-hidrotestosterona (DHT). O equol pode ter efeitos benéficos para a redução de incidência de câncer de próstata, saúde óssea e saúde dermatológica. Apresenta também potenciais efeitos benéficos nas alterações fisiológicas durante a menopausa, incluindo a diminuição de intensidade e frequência das ondas de calor e diminuição da rigidez no pescoço e ombro.  Outros benefícios podem ser encontrados para o tratamento da calvície masculina, acne e problemas associados, visto que funciona como um bloqueador de DHT. O S-Equol preferencialmente ativa o receptor de estrógenio tipo β.
A estrutura física e molecular do S-Equol é semelhante à do estradiol.

## Lista de bactérias produtoras de equol
- Adlercreutzia equolifaciens
- Asaccharobacter celatus AHU1763
- Bacteroides ovatus
- Bifidobacterium
- Bifidobacterium animalis
- Coriobacteriaceae sp MT1B9
- Eggerthella sp YY7918
- Enterococcus faecium
- Eubacterium sp D1 and D2
- Finegoldia magna
- Lactobacillus mucosae
- Lactobacillus sp Niu-O16
- Lactococcus garvieae (Lc 20-92)
- Ruminococcus productus
- Slackia sp HE8
- Slackia equolifaciens (estirpe DZE)
- Streptococcus intermedius
- Veillonella sp

## Equol e Estrogênio
A capacidade do equol em se ligar aos receptores de estrogénio tipo β torna-lo vantajoso em estudos relacionados ao tratamento dos cânceres relacionados ao estrógeno, como o câncer de mama. 

## O Equol e os Alimentos de Soja
Entre as isoflavonas, inclui-se a genisteína e diadzeína, que são encontradas em muitas plantas, sendo a soja a planta com maiores concentrações desses compostos com potencial efeito benéfico. Essas isoflavonas podem ser encontradas em suplementos alimentares disponíveis no mercado, porém a melhor maneira de consumi-las é a partir de fontes de alimentos naturais. Os maiores valores são encontrados em grãos de soja inteiros, para comer em edamame, promovendo a produção de equol. Porém, outros alimentos derivados da soja como a proteína texturizada de soja, grãos de soja, tofu e leite de soja também contêm altas concentrações de isoflavonas e, portanto, promovem a produção de equol.